# Једини излаз (филм из 1958)
Једини излаз је југословенски филм из 1958. године. Режирали су га Александар Петровић и Вицко Распор, а сценарио су писали Антоније Исаковић и Стјепан Заниновић.

## Радња
Група партизана креће да уништи немачко складиште бензина у Постојинској јами. Једног борца обузима страх и неповерење према новом командиру,
које прелази и на друге и достиже кулминацију када овај борац остаје у пећини одсечен експлозијом. Поверење се успоставља када се командир врати и спасава борца.

## Улоге
| Глумац           | Улога            |
| ---------------- | ---------------- |
| Мија Алексић     | Командир         |
| Златко Мадунић   | Кратки           |
| Бoрислaв Рaдовић | Руди             |
| Стане Потокар    | Јожа             |
| Фахро Коњхоџић   | Томо             |
| Фрањо Кумер      | Немачки наредник |
| Макс Фуријан     | Немачки војник   |
| Јуриј Соучек     | Немачки војник   |

Комплетна филмска екипа  ▼
| Редитељ                   | Александар Петровић            |                                     |
| Редитељ                   | Вицко Распор                   |                                     |
| Сценариста                | Антоније Исаковић              | (писац)                             |
| Сценариста                | Стјепан Заниновић              | (писац)                             |
| Композитор                | Иво Тијардовић                 |                                     |
| Директор фотографије      | Јован Јовановић                |                                     |
| Монтажер                  | Клеопатра Харисијадес          |                                     |
| Сценограф                 | Никола Радановић               |                                     |
| Уметнички директор        | Миодраг Костић                 |                                     |
| Костимограф               | Евгенија Петровић Димитријевић |                                     |
| Одсек за шминку           | Иван Лалић                     | шминкер                             |
| Одсек за шминку           | Мирко Мачкић                   | шминкер                             |
| Менаџер продукције        | Јоже Шубић                     | директор филма                      |
| Помоћник режије           | Стјепан Заниновић              | први помоћник редитеља              |
| Одсек за звук             | Рајко Смедеревац               | тон мајстор (као Р. Смедеревац)     |
| Специјални ефекти         | Зоран Ђорђевић                 | специјални ефекти                   |
| Специјални ефекти         | Душан Живковић                 | специјални ефекти                   |
| Одсек за камеру и расвету | Петар Ранчић                   | пратилац камере                     |
| Одсек за камеру и расвету | Арсеније Ровнар                | вођа расвете                        |
| Одсек за камеру и расвету | Бранислав Станачевић           | пратилац камере (као Б. Станачевић) |
| Одсек за монтажу          | Невенка Црнобори               | асистент монтажера                  |
| Музички одсек             | Клеопатра Харисијадес          | музички уредник                     |
| Остала екипа              | Слободан Лазаревић             | секретар режије (као С. Лазаревић)  |